# Paral·lel 62° nord
El paral·lel 62° nord és una línia de latitud que es troba a 62 graus nord de la línia equatorial terrestre. Travessa Europa, Àsia, l'Oceà Pacífic, Amèrica del Nord l'oceà Atlàntic.

## Geografia
En el sistema geodèsic WGS84, al nivell de 62° de latitud nord, un grau de longitud equival a 52,398 km; la longitud total del paral·lel és de 18.863 km, que és aproximadament 47,1% de la de l'equador, del que es troba a 6.877 km i a 3.125 km del pol Nord
Com tots els altres paral·lels a part de l'equador, el paral·lel 62° nord no és un cercle màxim i no és la distància més curta entre dos punts, fins i tot si es troben al mateix latitud. Per exemple, seguint el paral·lel, la distància recorreguda entre dos punts de longitud oposada és 9.432 km; després d'un cercle màxim (que passa pel Pol Nord), només és 6.250 km.

## Durada del dia
En aquesta latitud, el sol és visible durant 19 hores i 45 minuts a l'estiu, i 5 hores i 9 minuts en solstici d'hivern.

## Arreu del món
Començant al meridià de Greenwich i dirigint-se cap a l'est, el paral·lel 62º passa per:
| Coordenades                               | País, territori o mar | Notes                                                                             |
| ----------------------------------------- | --------------------- | --------------------------------------------------------------------------------- |
| 62° 0′ N, 0° 0′ E / 62.000°N,0.000°E      | Oceà Atlàntic         | Mar de Noruega                                                                    |
| 62° 0′ N, 4° 59′ E / 62.000°N,4.983°E     | Noruega               | Illes de Vågsøy i Barmøya, i el continent                                         |
| 62° 0′ N, 12° 13′ E / 62.000°N,12.217°E   | Suècia                |                                                                                   |
| 62° 0′ N, 17° 27′ E / 62.000°N,17.450°E   | Mar Bàltic            | Golf de Bòtnia                                                                    |
| 62° 0′ N, 21° 17′ E / 62.000°N,21.283°E   | Finlàndia             |                                                                                   |
| 62° 0′ N, 30° 23′ E / 62.000°N,30.383°E   | Rússia                | Passa a través del Llac Onega                                                     |
| 62° 0′ N, 163° 8′ E / 62.000°N,163.133°E  | Mar d'Okhotsk         | Badia de Penzhin                                                                  |
| 62° 0′ N, 164° 6′ E / 62.000°N,164.100°E  | Rússia                |                                                                                   |
| 62° 0′ N, 175° 11′ E / 62.000°N,175.183°E | Mar de Bering         |                                                                                   |
| 62° 0′ N, 165° 46′ O / 62.000°N,165.767°O | Estats Units          | Alaska                                                                            |
| 62° 0′ N, 141° 0′ O / 62.000°N,141.000°O  | Canadà                | Yukon Territoris del Nord-oest - Passa a través del Gran Llac de l'Esclau Nunavut |
| 62° 0′ N, 93° 8′ O / 62.000°N,93.133°O    | Badia de Hudson       | Passa al sud de l'illa de Coats, Nunavut, Canadà                                  |
| 62° 0′ N, 80° 16′ O / 62.000°N,80.267°O   | Canadà                | Nunavut – Illa de Mansel                                                          |
| 62° 0′ N, 79° 24′ O / 62.000°N,79.400°O   | Badia de Hudson       |                                                                                   |
| 62° 0′ N, 78° 10′ O / 62.000°N,78.167°O   | Canadà                | Quebec – Península d'Ungava                                                       |
| 62° 0′ N, 72° 34′ O / 62.000°N,72.567°O   | Estret de Hudson      |                                                                                   |
| 62° 0′ N, 72° 17′ O / 62.000°N,72.283°O   | Canadà                | Nunavut – Illa de Smooth                                                          |
| 62° 0′ N, 72° 15′ O / 62.000°N,72.250°O   | Estret de Hudson      |                                                                                   |
| 62° 0′ N, 66° 44′ O / 62.000°N,66.733°O   | Canadà                | Nunavut – illa de Baffin                                                          |
| 62° 0′ N, 66° 6′ O / 62.000°N,66.100°O    | Estret de Davis       | Passa al nord de l'illa d'Edgell, Nunavut, Canadà                                 |
| 62° 0′ N, 49° 43′ O / 62.000°N,49.717°O   | Groenlàndia           |                                                                                   |
| 62° 0′ N, 42° 7′ O / 62.000°N,42.117°O    | Oceà Atlàntic         |                                                                                   |
| 62° 0′ N, 7° 0′ O / 62.000°N,7.000°O      | Illes Fèroe           | Illes de Koltur, Streymoy i Nólsoy                                                |
| 62° 0′ N, 6° 38′ O / 62.000°N,6.633°O     | Oceà Atlàntic         | Mar de Noruega                                                                    |